# Clarmont d'Eissiduelh
Clarmont d'Eissiduelh (en francès Clermont-d'Excideuil) és un municipi francès situat al departament de la Dordonya i a la regió de la Nova Aquitània.

## Demografia
| 1962                                       | 1968 | 1975 | 1982 | 1990 | 1999 | 2007 |
| ------------------------------------------ | ---- | ---- | ---- | ---- | ---- | ---- |
| 301                                        | 289  | 253  | 255  | 255  | 253  | 270  |
| Des de 1962: població sense dobles comptes |      |      |      |      |      |      |

## Administració
| Període   | Identitat      | Partit |
| --------- | -------------- | ------ |
| 1995-2008 | Claude Jacquot |        |
| 2008-     | Claude Eymery  | UDD    |